# Апелациони судови Републике Србије
Апелациони судови су судови опште надлежности и који се оснивају за подручје више виших судова. Апелациони суд је непосредно виши суд за виши суд и основни суд.

## Надлежности
Апелациони суд је надлежан да одлучује о жалби:
- на одлуку вишег суда
- на одлуку основног суда у кривичном поступку, ако за одлучивање о жалби није надлежан виши суд
- на пресуду основног суда у грађанскоправном спору, ако за одлучивање о жалби није надлежан виши суд

Апелациони суд одлучује о сукобу надлежности нижих судова са свог подручја ако за одлучивање није надлежан виши суд, о преношењу надлежности основног и вишег суда са свог подручја ако постоје оправдани разлози и врши друге надлежности и послове одређене законом.
Апелациони суд одржава заједничке седнице и обавештава Врховни суд о спорном питању од значаја за рад судова у Републици Србији и уједначавање судске праксе.

## Списак апелационих судова
Апелационих судова у Србији има 4, без апелационих судова за територију Косова и Метохија.
Апелациони судови су:
- Апелациони суд у Београду, за подручја виших судова у Београду, Ваљеву, Панчеву и Смедереву
- Апелациони суд у Крагујевцу, за подручја виших судова у Јагодини, Крагујевцу, Крушевцу, Краљеву, Новом Пазару, Пожаревцу, Чачку и Ужицу
- Апелациони суд у Нишу, за подручја виших судова у Врању, Зајечару, Неготину, Лесковцу, Нишу, Прокупљу и Пироту
- Апелациони суд у Новом Саду, за подручја виших судова у Зрењанину, Новом Саду, Сомбору, Сремској Митровици, Суботици и Шапцу